# Distrito electoral de Hinman (condado de Lincoln, Nebraska)
Hinman (en inglés: Hinman Precinct) es un distrito electoral ubicado en el condado de Lincoln en el estado estadounidense de Nebraska. En el Censo de 2010 tenía una población de 661 habitantes y una densidad poblacional de 8,47 personas por km².

## Geografía
Hinman se encuentra ubicado en las coordenadas 41°10′1″N 100°51′30″O / 41.16694, -100.85833. Según la Oficina del Censo de los Estados Unidos, Hinman tiene una superficie total de 78 km², de la cual 76.87 km² corresponden a tierra firme y (1.45%) 1.13 km² es agua.

## Demografía
Según el censo de 2010, había 661 personas residiendo en Hinman. La densidad de población era de 8,47 hab./km². De los 661 habitantes, Hinman estaba compuesto por el 98.18% blancos, el 0% eran afroamericanos, el 0.76% eran amerindios, el 0% eran asiáticos, el 0% eran isleños del Pacífico, el 0.45% eran de otras razas y el 0.61% pertenecían a dos o más razas. Del total de la población el 4.99% eran hispanos o latinos de cualquier raza.